# Rolf Kinzl
Rolf Kinzl (* 19. Oktober 1878 in Prag; † 14. November 1938 in Wien) war um die Jahrhundertwende einer der besten Tennisspieler Österreichs.

## Leben
Kinzl bestritt 127 Tennisspiele, von denen er 85 gewann, darunter sechs Turniere. Seinen ersten Erfolg im Einzelwettbewerb hatte er im Jahr 1898 mit dem Gewinn der Böhmischen Meisterschaft. Sein letztes Finale bestritt er am 4. Juli 1920 bei den Internationalen Österreichischen Meisterschaften und unterlag seinem Landsmann Ludwig von Salm in drei Sätzen mit 4:6, 4:6 und 1:6. 1903 und 1913 gewann er bei den Internationalen Deutschen Meisterschaften den Doppeltitel an der Seite von Kurt von Wessely. Bei der 31. Auflage der Wimbledon Championships erreichte er 1907 mit der dritten Runde sein bestes Resultat; er unterlag dem Briten Josiah Ritchie glatt in drei Sätzen. Ein weiteres guten Resultat war der Finaleinzug 1898 bei den Austrian Championships.
1905 nahm er an der Davis-Cup-Begegnung zwischen den Mannschaften von Australiasien (Australien und Neuseeland) und Österreich teil, verlor allerdings beide Einzel sowie das Doppel.
Kinzl, der bis 1927 Turniere spielte, nahm 1908 auch am olympischen Tennisturnier teil. Allerdings unterlag er auf Freiplatz dem Briten Wilberforce Vaughan Eaves bereits in der ersten Runde des Herreneinzel.
Kinzl spielte nebenbei auch Fußball und war Mittelstürmer des DFC Prag.
Später arbeitete er als Chefredakteur des Sport-Tagblatts, der Sportausgabe zum Neuen Wiener Tagblatt. Er starb im Alter von 60 Jahren an den Folgen eines Herzinfarkts.